# ロニー・リストン・スミス
ロニー・リストン・スミス（Lonnie Liston Smith、1940年12月28日 - ）は、アメリカ合衆国ヴァージニア州リッチモンド出身のピアニストで、キーボーディスト。ジャズ、ソウルミュージック、ファンク、フュージョン/クロスオーバーといったジャンルのミュージシャンとして位置づけられるが、特にレア・グルーヴシーンにおいて人気がある。
ジャズ・オルガニストのロニー・スミスと混同されることがあるので注意。

## 略歴
ゴスペルを歌っていた父の影響でトランペットを幼い時から吹き始める。高校時代にはピアノ、チューバも演奏していた。大学時代はピアノを専攻し、卒業後プロの道を進むこととなる。ファラオ・サンダースやアート・ブレイキー、ローランド・カーク、ガトー・バルビエリ、マイルス・デイヴィス等と共演していく。RCAのフライング・ダッチマンと契約し、1973年にロニー・リストン・スミス&ザ・コズミック・エコーズを結成、翌年にファースト・アルバム『アストラル・トラヴェリング』を発表。彼は独自のスピリチュアルなフュージョンを構成していく。1975年に彼の代表作の一つとなるアルバム『エクスパンションズ』を発表。タイトル曲は1990年代にクラブ・シーンに用いられ、リヴァイヴァル・ヒットとなる。このアルバム以降、定期的にアルバムを発表していく。1978年にコズミック・エコーズと共にコロムビア・レコードに移り、アルバム『ラヴランド』を発表。1983年にはドクター・ジャズに移り、アルバム『夢未来』（収録曲の「A Garden Of Peace」は後にラッパーのジェイ・Zの1996年の伝説的なデビュー・アルバム『リーズナブル・ダウト』からのヒット曲「Dead Presidents」にサンプリングされ、広く知られることとなった）を発表する。このアルバムはベーシストでプロデューサーのマーカス・ミラーの初参加アルバムとなる。しかしながらこの頃になると低迷し始めていた。

## ディスコグラフィ

### ロニー・リストン・スミス&ザ・コズミック・エコーズ
- 『アストラル・トラヴェリング』 - Astral Traveling (1973年、Flying Dutchman) ※旧邦題『星体遊泳』
- 『コズミック・ファンク』 - Cosmic Funk (1974年、RCA/Flying Dutchman) ※旧邦題『宇宙渦動』
- 『エクスパンションズ』 - Expansions (1974年、RCA/Flying Dutchman) ※旧邦題『越境』
- 『ヴィジョンズ・オブ・ア・ニュー・ワールド』 - Visions of a New World (1975年、RCA/Flying Dutchman) ※旧邦題『曙光』
- 『リフレクションズ・オブ・ア・ゴールデン・ドリーム』 - Reflections of a Golden Dream (1976年、RCA/Flying Dutchman) ※旧邦題『夢幻』
- 『復興』 - Renaissance (1977年、RCA)

### ソロ・アルバム
- 『ライヴ! 入魂』 - Live! (1977年、RCA)
- 『ラヴランド』 - Loveland (1978年、Columbia)
- 『エキゾティック・ミステリーズ』 - Exotic Mysteries (1978年、Columbia)
- 『ア・ソング・フォー・ザ・チルドレン』 - A Song for the Children (1979年、Columbia)
- 『ラヴ・イズ・ジ・アンサー』 - Love Is the Answer (1980年、Columbia)
- 『夢未来』 - Dreams of Tomorrow (1983年、Doctor Jazz)
- 『シルエッツ』 - Silhouettes (1984年、Doctor Jazz)
- 『レジュヴェネーション』 - Rejuvenation (1985年、Doctor Jazz)
- Make Someone Happy (1986年、Doctor Jazz)
- Love Goddess (1990年、Startrak)
- 『マジック・レディ』 - Magic Lady (1991年、Startrak)
- Transformation (1998年、Import)